# 安娜·蒂亚·马德森
安娜·蒂亚·马德森（Anna Thea Madsen，1994年10月27日—），丹麥女子羽毛球運動員。

## 簡歷
2014年8月，安娜·蒂亚·马德森參加丹麥哥本哈根舉行的世界羽毛球錦標賽，出戰女子單打項目。首圈以2-1擊敗新加坡選手陈嘉园晉級，但在第二圈就以0比2（13-21、13-21）不敵3號種子、中國的王仪涵出局。

## 主要比賽成績
只列出曾進入準決賽的國際賽事成績：
| 年份   | 賽事                     | 公開賽級別 | 項目     | 成績   |
| ------ | ------------------------ | ---------- | -------- | ------ |
| 2011年 | 歐洲青年羽毛球錦標賽     | 其他       | 混合團體 | 準決賽 |
| 2012年 | 丹麥羽毛球國際賽         | 國際挑戰賽 | 女子單打 | 亞軍   |
| 2013年 | 歐洲青年羽毛球錦標賽     | 其他       | 混合團體 | 冠軍   |
| 2013年 | 蘇迪曼盃                 | 其他       | 混合團體 | 準決賽 |
| 2013年 | 波蘭羽毛球國際賽         | 國際系列賽 | 女子單打 | 準決賽 |
| 2013年 | 匈牙利羽毛球國際賽       | 國際系列賽 | 女子單打 | 準決賽 |
| 2013年 | 挪威羽毛球國際賽         | 國際系列賽 | 女子單打 | 準決賽 |
| 2013年 | 愛爾蘭羽毛球公開賽       | 國際挑戰賽 | 女子單打 | 準決賽 |
| 2014年 | 歐洲女子羽毛球團體錦標賽 | 其他       | 女子團體 | 冠軍   |
| 2014年 | 葡萄牙羽毛球國際賽       | 國際系列賽 | 女子單打 | 亞軍   |
| 2014年 | 芬蘭羽毛球公開賽         | 國際挑戰賽 | 女子單打 | 亞軍   |
| 2014年 | 歐洲羽毛球錦標賽         | 其他       | 女子單打 | 亞軍   |
| 2014年 | 捷克羽毛球國際賽         | 國際挑戰賽 | 女子單打 | 準決賽 |
| 2014年 | 愛爾蘭羽毛球公開賽       | 國際挑戰賽 | 女子單打 | 準決賽 |
| 2015年 | 歐洲羽毛球混合團體錦標賽 | 其他       | 混合團體 | 冠軍   |
| 2015年 | 波蘭羽毛球公開賽         | 國際挑戰賽 | 女子單打 | 準決賽 |
| 2015年 | 芬蘭羽毛球公開賽         | 國際挑戰賽 | 女子單打 | 準決賽 |
| 2015年 | 蘇格蘭羽毛球大獎賽       | 大獎賽     | 女子單打 | 準決賽 |
| 2015年 | 威爾斯羽毛球國際賽       | 國際挑戰賽 | 女子單打 | 冠軍   |
| 2016年 | 歐洲女子羽毛球團體錦標賽 | 其他       | 女子團體 | 冠軍   |
| 2016年 | 芬蘭羽毛球公開賽         | 國際挑戰賽 | 女子單打 | 冠軍   |
| 2016年 | 歐洲羽毛球錦標賽         | 其他       | 女子單打 | 季軍   |
| 2017年 | 歐洲羽毛球混合團體錦標賽 | 其他       | 混合團體 | 冠軍   |
| 2017年 | 愛爾蘭羽毛球公開賽       | 國際系列賽 | 女子單打 | 冠軍   |
| 2017年 | 意大利羽毛球國際賽       | 國際挑戰賽 | 女子單打 | 準決賽 |
| 2018年 | 奧地利羽毛球公開賽       | 國際挑戰賽 | 女子單打 | 冠軍   |
| 2018年 | 葡萄牙羽毛球國際賽       | 國際系列賽 | 女子單打 | 亞軍   |

| 2007-2017年 | 首要超級賽 | 超級賽 | 黃金大獎賽 | 大獎賽 | 國際挑戰賽 | 國際系列賽 | 未來系列賽 | 其他 |

| 2018-2026年 | 總決賽 | 超級1000賽 | 超級750賽 | 超級500賽 | 超級300賽 | 超級100賽 | 國際挑戰賽 | 國際系列賽 | 未來系列賽 | 其他 |

### 奧運會和世錦賽參賽紀錄
|          | 2014 |
| -------- | ---- |
| 女子單打 | 32強 |